# بيتر نيلسون
بيتر نيلسون (بالسويدية: Peter Nilsson)‏ (8 أغسطس 1958 السويد - ) هو لاعب كرة قدم سويدي، يلعب كلاعب وسط.

## مسيرته

### مسيرته مع المنتخبات الوطنية
- 1979 - 1984 لعب مع منتخب السويد لكرة القدم 35 مباراة.

### مسيرته مع الأندية
- 1978 - 1981 لعب مع نادي أوسترس 100 مباراة سجل خلالها 22 هدف.
- 1981 - 1984 لعب مع نادي كلوب بروج 77 مباراة سجل خلالها 7 أهداف.
- 1984 - 1987 لعب مع نادي كالمار 84 مباراة سجل خلالها 9 أهداف.
- 1988 - 1991 لعب مع نادي أوربرو 78 مباراة سجل خلالها هدفين.

## روابط خارجية
- بيتر نيلسون على موقع قاعدة بيانات كرة القدم.إي يو (الإنجليزية)
- بيتر نيلسون على موقع ناشيونال فوتبول تيمز (الإنجليزية)
- بيتر نيلسون على موقع عالم كرة القدم.نت (الإنجليزية)